# Коутиньо, Филипе
Фили́пе Коути́ньо Корре́я (порт.-браз. Philippe Coutinho Correia, бразильский португальский: [fiˈlipi kowˈtʃĩɲu]; род. 12 июня 1992[…], Рио-де-Жанейро) — бразильский футболист, атакующий полузащитник клуба «Васко да Гама». Он известен своим видением поля, пасом, дриблингом и умением закручивать дальние удары.
Филипе Коутиньо родился и вырос в Рио-де-Жанейро, проявил недюжинный талант и преуспел в молодёжной системе «Васко да Гамы». В 2008 году он был подписан итальянским клубом «Интернационале» за 4 миллиона евро и впоследствии отдан в аренду в «Васко», где стал одним из ключевых игроков. В 2010 году он дебютировал за миланский «Интер», а в 2012 году был отдан в аренду в клуб «Эспаньол». В январе 2013 года Коутиньо перешёл в английский клуб «Ливерпуль» за 8,5 миллионов фунтов стерлингов. Он процветал в «Ливерпуле» и был включён в команду года по версии ПФА в 2015 году. В январе 2018 года Коутиньо подписал контракт с «Барселоной» за рекордную сумму в 160 миллионов евро (что сделало его вторым самым дорогим игроком в мире на тот момент и самым дорогим полузащитником по состоянию на 2018 год), и выиграл два титула Ла Лиги. Однако перед сезоном 2019/20 он был отдан в аренду на сезон в немецкий клуб «Бавария», став частью команды, которая выиграла требл, включая Бундеслигу, Кубок Германии и Лигу чемпионов УЕФА. В январе 2022-го стал игроком «Астон Виллы» на правах аренды.
Коутиньо дебютировал на международном уровне в 2010 году. Он был в составе сборной Бразилии на Кубке Америки 2015 года, Кубке Америки 2016 года и дебютировал на чемпионате мира 2018 года, где он забил два гола и был включён в команду мечты чемпионата мира; он также был членом сборной Бразилии, которая выиграла Кубок Америки 2019 года на родине.

## Ранние годы
Третий и младший сын Эсмеральды Коутиньо и архитектора Хосе Карлоса Коррейи, Коутиньо родился 12 июня 1992 года в Рио-де-Жанейро, весом 3,1 кг (6 фунтов 10 унций). Он вырос в северном районе Роча в Рио между старым городком и промышленными складами.
В детстве он последовал за своими старшими братьями Криштиану и Леандро на местное бетонное футбольное поле, где он впервые начал играть в мини-футбол. В рамках ограниченного пространства, при наличии нужных навыков и способности к импровизации, маленький Коутиньо оттачивал свой природный талант. По настоянию его бабушки поступил в местную футбольную академию, позже его отец попросил тренеров молодёжной команды «Васко да Гамы» о просмотре сына, после чего Коутиньо присоединился к молодёжке.

## Клубная карьера

### «Васко да Гама»
Коутиньо великолепно проявил себя в молодёжной команде «Васко да Гамы» и вскоре был вызван в сборную Бразилии по футболу до 15 лет. В июле 2008 года, в возрасте 16 лет, он был приобретён итальянским клубом «Интернационале» за 4 миллиона евро. На правах аренды игрок в течение двух лет оставался в «Васко», так как по итальянским законам и законам ФИФА, игрок не мог до 18-ти лет выступать за миланский клуб. Филипе стал постоянным игроком первой команды, несмотря на его молодой возраст
. В 2009 году он помог Васко выиграть Серию Б и вернуться в элитный дивизион. В 2010 году он принял участие в 31 матче и забил 5 мячей во всех турнирах, став одним из ключевых игроков первой команды.

### «Интернационале»

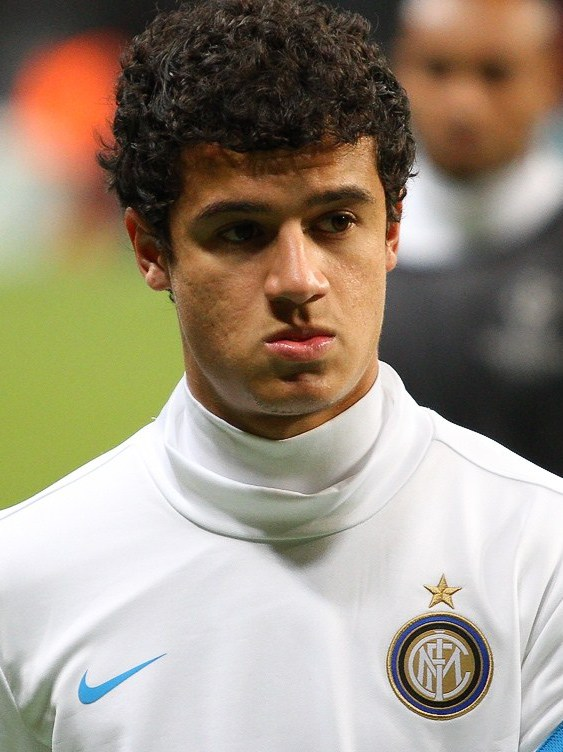
Коутиньо в составе миланского «Интера» в октябре 2011 года.

Переход Коутиньо в миланский «Интер» состоялся в июле 2010 года, когда ему исполнилось 18 лет, а новый главный тренер Рафаэль Бенитес заявил: 
Коутиньо — это будущее «Интера».
27 августа 2010 года Коутиньо дебютировал за «Интер», выйдя на замену во время поражения «нерадзурри» от мадридского «Атлетико» (0:2) в Суперкубке УЕФА 2010 года. После того, как он не попал в стартовый состав, он вернулся и сыграл в решающей победе 3:2 над мюнхенской «Баварией» в Германии, благодаря которой «Интер» вышел в четвертьфинал Лиги чемпионов.
8 мая 2011 года в домашнем матче с «Фиорентиной», выигранном со счётом 3:1, бразилец забил свой первый гол за «Интер» со штрафного удара, который перелетел через стену и оказался в сетке. Свой второй гол за итальянский клуб он забил в матче против «Кальяри» 19 ноября 2011 года, когда Коутиньо получил передачу от партнёра по команде Рики Альвареса и забил мяч в левый нижний угол ворот, обеспечив «Интеру» преимущество 2:0.

#### Аренда в «Эспаньол»
В сезоне 2011/12 Коутиньо не смог закрепиться в первой команде «Интера», и 30 января 2012 года он перешёл в клуб «Эспаньол» на правах аренды до конца сезона. Он дебютировал за клуб 4 февраля 2012 года под руководством Маурисио Почеттино, выйдя в стартовом составе в матче с «Атлетик Бильбао» (3:3). В следующем месяце он забил свой первый гол за каталонскую команду, когда сделал дубль в победе 5:1 над «Райо Вальекано». В итоге он забил 5 голов в 16 матчах за «Эспаньол», после чего вернулся в «Интер» в конце сезона.
После истечения срока аренды в «Эспаньоле» Коутиньо вернулся в миланский «Интер», но на «Сан-Сиро» снова не смог найти игрового времени, выйдя на поле всего в 10 матчах чемпионата и забив 2 гола.

### «Ливерпуль»

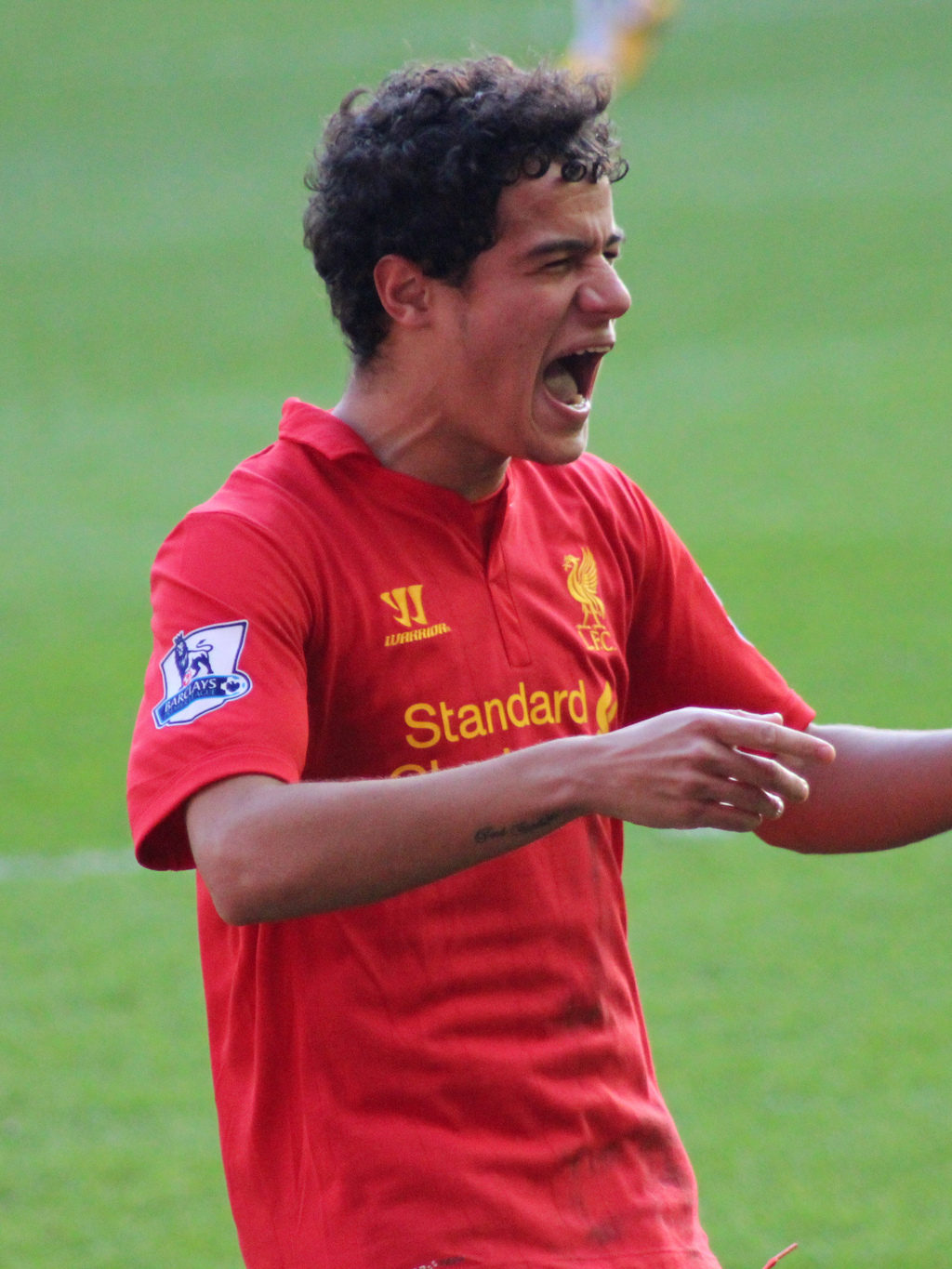
Коутиньо празднует свой первый гол за «Ливерпуль» в победе над «Суонси», 17 февраля 2013 года.

26 января 2013 года клуб Премьер-лиги «Ливерпуль» договорился с миланским «Интером» о трансфере Коутиньо за 8,5 млн фунтов стерлингов до прохождения медицинского обследования и получения разрешения на работу. «Саутгемптон» также проявлял интерес к бразильцу, который играл под руководством тренера «Саутгемптона» Маурисио Почеттино в «Эспаньоле», но игрок сказал, что предпочёл бы перейти в «Ливерпуль». 30 января «Ливерпуль» подтвердил подписание долгосрочного контракта с бразильцем после того, как ему удалось получить разрешение на работу, и он получил футболку с номером 10. Бывший спортивный директор «Ливерпуля» Дамьен Комолли позже рассказал, что «Ливерпуль» провёл разведку и в конечном итоге подписал Коутиньо по рекомендации тогдашнего тренера «Интера» и бывшего тренера «Ливерпуля» Рафаэля Бенитеса, который заявил, что бразилец будет «мирового класса».
Коутиньо дебютировал в составе «Ливерпуля» 11 февраля 2013 года, заменив Стюарта Даунинга на 77-й минуте матча с «Вест Бромвич Альбион» (2:0). 17 февраля он забил свой первый гол за «Ливерпуль» в победном матче над «Суонси Сити» (5:0). 2 марта он забил первый и второй голы «красных» в победе над «Уиган Атлетик» со счётом 4:0, а затем забил гол в гостевом матче с «Саутгемптоном» (3:1) и ещё одну передачу в гостевом матче с «Астон Виллой» (2:1). Благодаря своей форме в этом месяце он был назван игроком месяца в «Ливерпуле» за март. В конце следующего месяца он был назван лучшим игроком матча за свою игру в гостевой победе «Ливерпуля» над «Ньюкасл Юнайтед» со счётом 6:0, сделав две передачи и выполнив штрафной удар, с которого Джордан Хендерсон забил шестой гол «Ливерпуля». Затем Коутиньо забил последний гол «красных» в сезоне против «Куинз Парк Рейнджерс» в последнем матче Джейми Каррагера за клуб, выполнив удар с 30 метров после того, как его подыграл Джордон Айб. Он завершил свой дебютный сезон в составе «Ливерпуля» с 3 голами в 13 матчах Премьер-лиги.
Коутиньо хорошо начал сезон 2013/14, но затем травмировал плечо в матче против «Суонси Сити» (2:2) 16 сентября 2013 года. 9 ноября он был возвращён в стартовый состав для победы над «Фулхэмом» (4:0) на «Энфилде». 23 ноября Коутиньо забил первый гол в мерсисайдском дерби против «Эвертона» на первой минуте игры. Коутиньо сделал свою первую результативную передачу в сезоне, подав угловой в матче с «Норвич Сити» (5:1) на «Энфилде». 26 декабря он забил единственный гол «красных» в поражении от «Манчестер Сити» со счётом 1:2 на стадионе «Этихад». 30 марта бразилец забил третий гол в победе над «Тоттенхэм Хотспур» со счетом 4:0 на «Энфилде». 13 апреля 2014 года Коутиньо забил победный гол на 78-й минуте в матче с «Манчестер Сити» (3:2). Благодаря этому результату «Ливерпуль» опередил «Манчестер Сити» на семь очков, возглавив турнирную таблицу Премьер-лиги за четыре оставшихся матча. Однако «Манчестер Сити» провёл шесть оставшихся матчей и выиграл титул, а «Ливерпуль» занял второе место. В течение сезона бразилец в основном играл в центральной полузащите и заслужил похвалу многих экспертов благодаря своим длинным и точным передачам из полузащиты, навыкам дриблинга и креативной игре на позиции нападающих Луиса Суареса и Дэниеля Старриджа. Коутиньо сыграл 37 матчей и забил 5 голов за «Ливерпуль» во всех турнирах в сезоне 2013/14.

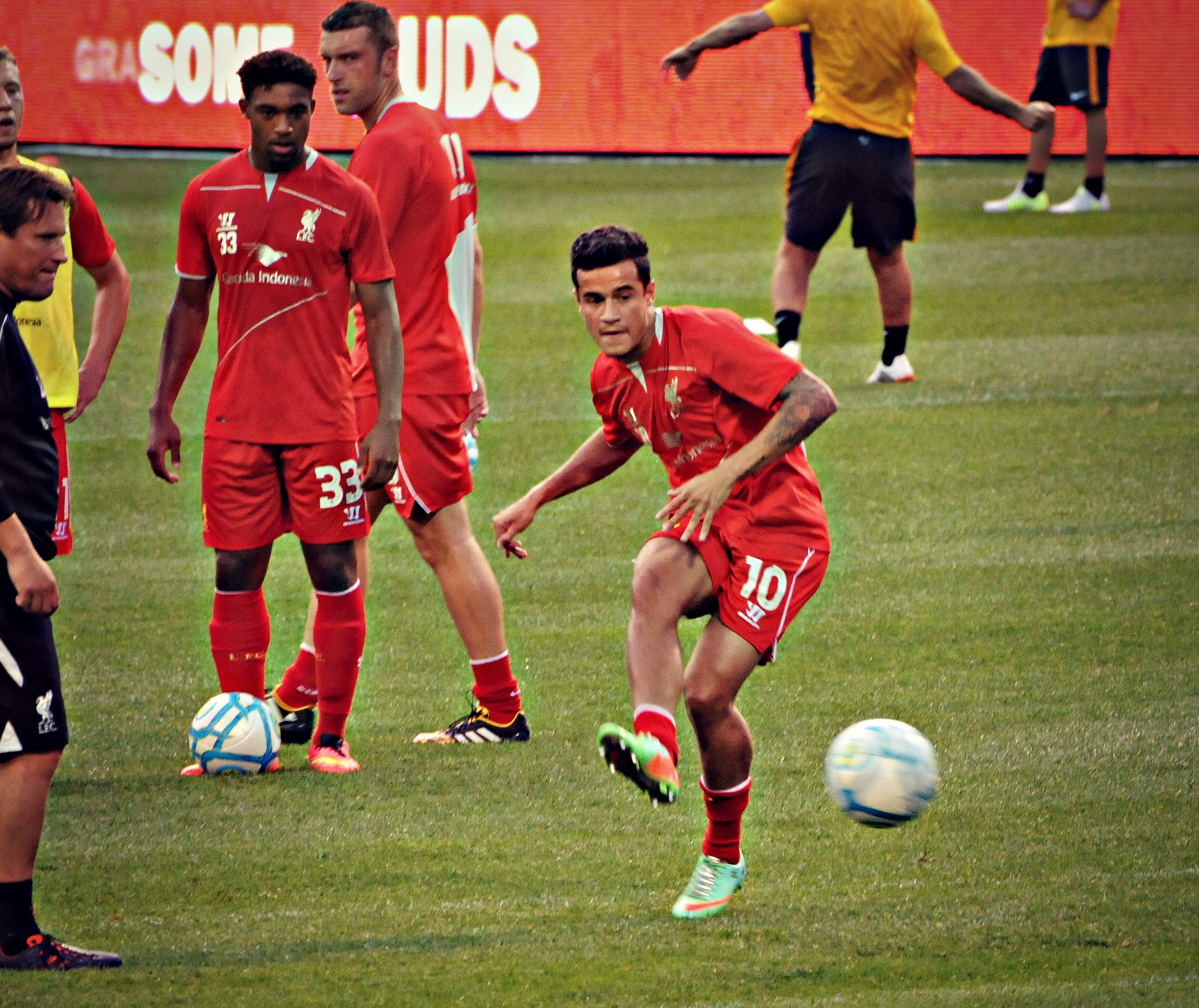
Коутиньо перед предсезонным товарищеским матчем против «Ромы» в 2014 году

17 августа 2014 года Коутиньо начал игру в первом матче «Ливерпуля» в сезоне 2014/15, выигранном у «Саутгемптона» на «Энфилде» со счётом 2:1. Он сделал свою первую передачу в сезоне в победе над «Суонси Сити» (2:1) в четвёртом раунде Кубка лиги, где он снабдил мячом Деяна Ловрена, забившего победный гол. 19 октября Коутиньо забил свой первый гол в сезоне в гостевой победе над «Куинз Парк Рейнджерс» (3:2) после выхода на замену. 21 декабря бразилец забил первый гол «Ливерпуля» в ничьей с «Арсеналом» (2:2) на «Энфилде». 31 января 2015 года Коутиньо ассистировал Рахиму Стерлингу и Дэниелю Старриджу в победе над «Вест Хэм Юнайтед» (2:0). 3 февраля 2015 года Коутиньо подписал новый долгосрочный контракт, по которому он останется в «Ливерпуле» до 2020 года. 4 февраля, всего через день после продления контракта, он забил победный гол в матче четвёртого раунда Кубка Англии против «Болтон Уондерерс» (2:1). 22 февраля он забил первый гол в победе «Ливерпуля» над «Саутгемптоном» (2:0). В следующем матче, против «Манчестер Сити» 1 марта, Коутиньо забил победный гол. Он получил награду «Игрок месяца» по версии болельщиков ПФА за февраль. 8 апреля Коутиньо забил победный гол в переигровке шестого раунда Кубка Англии против «Блэкберн Роверс» на «Ивуд Парк» со счётом 1:0, отправив мяч в левый нижний угол ворот. Одиннадцать дней спустя он забил вратарю Шею Гивену в полуфинале Кубка Англии против «Астон Виллы» на стадионе «Уэмбли», хотя «Вилла» выиграла 2:1. 26 апреля Коутиньо был единственным игроком «Ливерпуля», включённым в список лучших игроков года по версии ПФА.
2 мая бразилец забил первый гол и ассистировал на 87-й минуте Стивену Джеррарду в победе над «Куинз Парк Рейнджерс» со счётом 2:1. Семнадцать дней спустя он был назван лучшим игроком сезона в команде. В конце сезона он был включён в список номинантов на звание игрока года и молодого игрока года по версии ПФА, но в итоге уступил Эдену Азару и Гарри Кейну соответственно.
9 августа 2015 года Коутиньо забил победный гол на 86-й минуте закручивающим ударом с 25 метров в первом матче «Ливерпуля» в сезоне Премьер-лиги, победив «Сток Сити» со счётом 1:0. Неделю спустя, когда «Ливерпуль» выиграл дома у «Борнмута» благодаря голу Кристиана Бентеке, Премьер-лига позже подтвердила, что гол не должен был быть засчитан, поскольку Коутиньо был в офсайде в момент взятия ворот. 29 августа бразилец был удален с поля в домашнем поражении от «Вест Хэм Юнайтед» со счётом 0:3, причём первый раз он был предупреждён за разговоры, а второй — за фол на Димитри Пайете. 26 сентября он ассистировал двумя голами в победе над «Астон Виллой» (3:2) на «Энфилде». 31 октября он сделал свой первый дубль за «Ливерпуль», забив два дальних удара, чтобы компенсировать отставание и одержать победу над «Челси» (3:1) на «Стэмфорд Бридж». 21 ноября Коутиньо забил в победе над «Манчестер Сити» (4:1) на стадионе «Сити оф Манчестер», впервые забив в трёх матчах Премьер-лиги подряд. Он также ассистировал Роберто Фирмино в первом голе за «Ливерпуль». 5 января 2016 года Коутиньо получил травму подколенного сухожилия во время победы над «Сток Сити» (1:0) на стадионе «Британия» в первом матче полуфинала Кубка лиги, из-за чего выбыл из строя на пять недель. 9 февраля он вернулся и забил гол, сделав счёт 1:1 против «Вест Хэм Юнайтед» в Кубке Англии, хотя «Ливерпуль» проиграл в дополнительное время. 28 февраля, в финале Кубка Лиги 2016 года, Коутиньо на 83-й минуте сравнял счёт в матче с «Манчестер Сити» (1:1). Однако в последующей серии пенальти его «нерешительная» попытка была одной из трёх, которые спас голкипер «Сити» Вилли Кабальеро. 17 марта Коутиньо забил гол «Ливерпуля» в ничьей с «Манчестер Юнайтед» (1:1) на «Олд Траффорд» и помог «Ливерпулю» одержать суммарную победу со счётом 3:1, благодаря которой они вышли в четвертьфинал Лиги Европы. 14 апреля он забил гол, когда «Ливерпуль» победил дортмундскую «Боруссию» со счётом 4:3 в ответном матче четвертьфинала. 13 апреля Коутиньо стал одним из шести игроков, номинированных на премию «Молодой игрок года 2016» по версии ПФА. 21 апреля он забил последний гол в мерсисайдском дерби, выигранном у «Эвертона» со счётом 4:0.

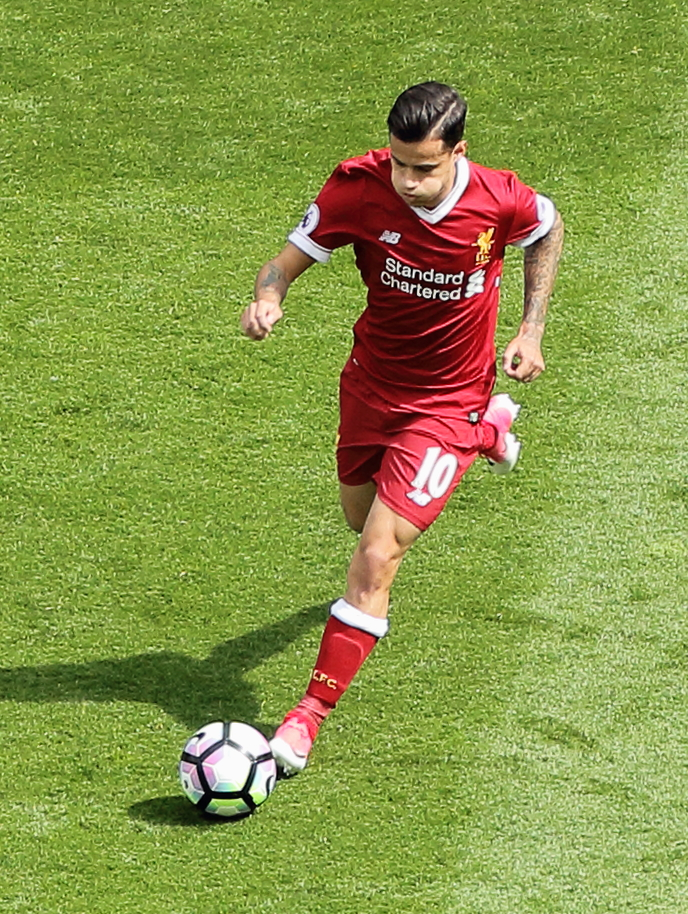
Коутиньо в последний день сезона 2016/17. Он забил второй гол со штрафного удара с 25 метров в победе со счётом 3:0, обеспечившей квалификацию в Лигу чемпионов.

14 августа 2016 года Коутиньо дважды забил в дебютном матче сезона Премьер-лиги против «Арсенала» со счётом 4:3. Его первый гол был забит со штрафного удара с 30 метров и сравнял счёт в конце первого тайма. Он ассистировал Деяну Ловрену в матче против «Челси», который в итоге завершился со счётом 2:1. Он также забил гол и отдал голевую передачу в матче против «Халл Сити» и был признан лучшим игроком матча. После этого матча он не забивал голы и не отдавал передачи в течение двух игр. Он был признан лучшим игроком матча в трёх последующих матчах «Ливерпуля» против «Вест Бромвич Альбион», «Кристал Пэлас» и «Уотфорда». После 11 матчей чемпионата «Ливерпуль» впервые с мая 2014 года вышел на первое место в турнирной таблице, и Коутиньо сыграл в этом важную роль. 26 ноября Коутиньо получил повреждение связок голеностопа в первом тайме матча с «Сандерлендом» (2:0), из-за чего пропустил 6 недель, вернувшись в строй 11 января против «Саутгемптона» в первом матче Кубка лиги. В январе Коутиньо подписал с «Ливерпулем» новый пятилетний контракт без условия освобождения, по которому он останется в клубе до 2022 года. Затем он был назван лучшим игроком матча в победе над «Эвертоном» (3:1), забив и ассистировав гол. Коутиньо стал лучшим бразильским бомбардиром в истории Премьер-лиги, забив свой 30-й гол в Премьер-лиге в победе над «Сток Сити», обогнав Жуниньо.
В августе 2017 года «Ливерпуль» отклонил предложение «Барселоны» за Коутиньо в размере 72 миллионов фунтов стерлингов, что побудило игрока отправить запрос на трансфер по электронной почте. Ещё два более выгодных предложения от «Барселоны» были отклонены, в результате чего директор «Барсы» Альберт Солер заявил, что «Ливерпуль» хочет получить за игрока 183 миллиона фунтов стерлингов, что английский клуб опроверг. Коутиньо впервые в сезоне появился в составе «Ливерпуля» 13 сентября 2017 года, выйдя на замену вместо Эмре Джана на 75-й минуте матча с «Севильей» (2:2) в Лиге чемпионов. Свой первый гол в сезоне Премьер-лиги он забил 23 сентября 2017 года в матче с «Лестер Сити» (3:2). 6 декабря Коутиньо впервые стал капитаном «Ливерпуля» в отсутствие Джордана Хендерсона и забил свой первый хет-трик за клуб в победе со счётом 7:0 над московским «Спартаком» в заключительном матче группового этапа Лиги чемпионов этого сезона. Его второй гол, забитый с передачи Роберто Фирмино, стал 50-м в карьере за «красных» во всех турнирах. Ранее Коутиньо также забил в победе над «Марибором» (7:0), которая стала самой крупной выездной победой клуба в турнирах и самой крупной выездной победой английского клуба.
Позже в том же месяце он открыл счет в победе над «Борнмутом» со счётом 4:0, в результате чего «Ливерпуль» стал первой командой в истории Премьер-лиги, выигравшей четыре матча подряд с разницей как минимум в три мяча. 26 декабря он стал капитаном «Ливерпуля» в своем 200-м выступлении за клуб, забив один раз и сделав ассист в победе над «Суонси Сити» со счётом 5:0, забив свой третий гол в стольких матчах лиги. 30 декабря 2017 года Коутиньо сыграл свой последний матч за «Ливерпуль», сыграв важную роль в победе над «Лестер Сити» (2:1) на «Энфилде». 31 декабря компания по производству спортивной одежды Nike — спонсор Коутиньо и «Барселоны» — разместила изображение игрока на задней стороне футболки «Барселоны», несмотря на то, что Коутиньо в то время всё ещё был игроком «Ливерпуля». Коутиньо был исключён из состава «Ливерпуля» на матч с «Бернли» на Новый год с небольшой травмой бедра. Он покинул «Ливерпуль», записав на свой счёт 12 голов и 9 результативных передач в 20 матчах за клуб в сезоне 2017/18.
Председатель совета директоров «Ливерпуля» Том Вернер сказал: «Могу сказать о нём только хорошие вещи, но мне кажется, что он покинул „Ливерпуль“, потому что хотел играть за один из двух крупнейших клубов Испании. Мы пытались убедить его, что двигаемся в правильном направлении и что он может многого добиться с нами в Лиге чемпионов». Коутиньо "потерял много поддержки за то, как он форсировал переход в «Барселону».

### «Барселона»

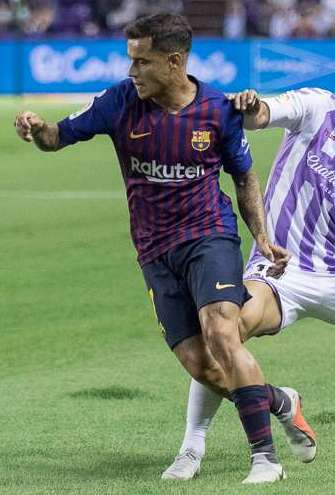
Коутиньо в матче против «Реал Вальядолида» в августе 2018 года

6 января 2018 года «Ливерпуль» подтвердил, что достиг соглашения с клубом Ла Лиги «Барселоной» о переходе Коутиньо. Сообщалось, что его трансферная стоимость составит 105 миллионов фунтов стерлингов, которая может вырасти до 142 миллионов фунтов стерлингов при выполнении различных условий. Во время медицинского осмотра у него была диагностирована травма бедра, полученная за несколько дней до перехода в каталонский клуб, что означает, что он выбыл на три недели .
Он дебютировал за «Барселону» 25 января 2018 года в победе 2:0 (2:1 по сумме двух матчей) над своим бывшим клубом «Эспаньол» в четвертьфинале Кубка Испании, выйдя на замену на 68-й минуте вместо капитана Андреса Иньесты. При поддержке своего бывшего партнёра по «Ливерпулю» Луиса Суареса Коутиньо забил свой первый гол за «Барселону» 8 февраля 2018 года против «Валенсии» в ответном матче полуфинала Кубка Испании всего через четыре минуты после выхода на замену в перерыве. 28 октября 2018 года Коутиньо забил гол под занавес матча, свой первый гол в Эль-Класико, в победе над мадридским «Реалом» (5:1). Свой первый гол в Лиге чемпионов в составе «Барселоны» он забил 4 октября 2018 года в гостевой победе над «Тоттенхэм Хотспур» (4:2). 16 апреля 2019 года бразилец забил потрясающий гол в победе над «Манчестер Юнайтед» (3:0) в четвертьфинале Лиги чемпионов, после чего отпраздновал это событие, засунув пальцы в уши и закрыв глаза в ответ на недавнюю критику со стороны болельщиков. Бывший игрок «Барселоны» Ривалдо прокомментировал этот инцидент, сказав: «Это был не очень хороший жест. Он забил отличный гол, но никогда больше не стоит показывать что-то подобное фанатам», затем он добавил: «Болельщики критикуют его, потому что знают, что он может играть лучше. Я не знаю, что он читает в газетах, слушает по радио и смотрит по телевизору, но ему нужно продолжать работать, думать о следующей игре и забивать больше голов. Если он будет делать это, то для него все изменится».
Однако в итоге он выиграл свой второй титул Ла Лиги с «Барселоной», в которой он провёл 54 матча во всех турнирах, забив 11 мячей.

#### Аренда в «Баварию»
19 августа 2019 года Коутиньо перешёл в немецкий клуб «Бавария» на правах аренды на сезон. «Бавария» заплатила за него 8,5 млн евро плюс зарплату игрока. По сообщениям, «баварцы» имели возможность подписать Коутиньо на постоянный контракт летом 2020 года за 120 миллионов евро. 24 августа 2019 года бразилец дебютировал за «Баварию» в Бундеслиге в победе над «Шальке 04» со счётом 3:0. Коутиньо вышел на замену на 57-й минуте. 21 сентября забил свой первый гол за «Баварию» в матче против «Кёльна». Коутиньо признался на пресс-конференции, что он счастлив в немецком клубе и намерен там остаться. 14 декабря Коутиньо забил свой первый хет-трик за «Баварию», а также ассистировал двум голам в победе над бременским «Вердером» (6:1). 14 августа Коутиньо вышел на замену во втором тайме четвертьфинального матча Лиги чемпионов против своего родительского клуба «Барселона», ассистировал Роберту Левандовскому на 82-й минуте для 6-го гола и забил два последних гола на 85-й и 89-й минутах, чтобы завершить разгром со счётом 8:2. Позже полузащитник вышел на замену в финале Лиги чемпионов, в котором «Бавария» выиграла 1:0 у «Пари Сен-Жермен», что стало их вторым треблом в Бундеслиге, Кубке Германии и Лиге чемпионов.

#### Возвращение в «Барселону»
Коутиньо вернулся в «Барселону» с приходом нового тренера Рональда Кумана. 4 октября 2020 года он забил свой первый гол в сезоне в ничьей с «Севильей» (1:1). 29 декабря 2020 года он получил травму колена в ничьей с «Эйбаром» (1:1), из-за чего пропустил остаток сезона.

### «Астон Вилла»
7 января 2022 года Коутиньо перешёл в английский клуб «Астон Вилла» на правах аренды до конца сезона, воссоединившись с бывшим партнёром по команде «Ливерпуль» Стивеном Джеррардом, который был главным тренером «Астон Виллы».
В мае 2022 года было объявлено о выкупе Коутиньо «Астон Виллой» за сумму около 17 миллионов фунтов. Игрок подписал с бирмингемским клубом контракт до 2026 года.

## Карьера в сборной
Выступая за молодёжную сборную Бразилии, начиная с команды до 14 лет, Коутиньо стал ключевым игроком бразильского состава, который выиграл Южноамериканский чемпионат до 17 лет в 2009 году, забив три гола. В 2011 году он был вызван тренером Нэйем Франко на чемпионат мира до 20 лет, проходивший в Колумбии. Во второй встрече со сборной Австрии отличился, точно пробив с пенальти. В следующем поединке оформил дубль в ворота Панамы.

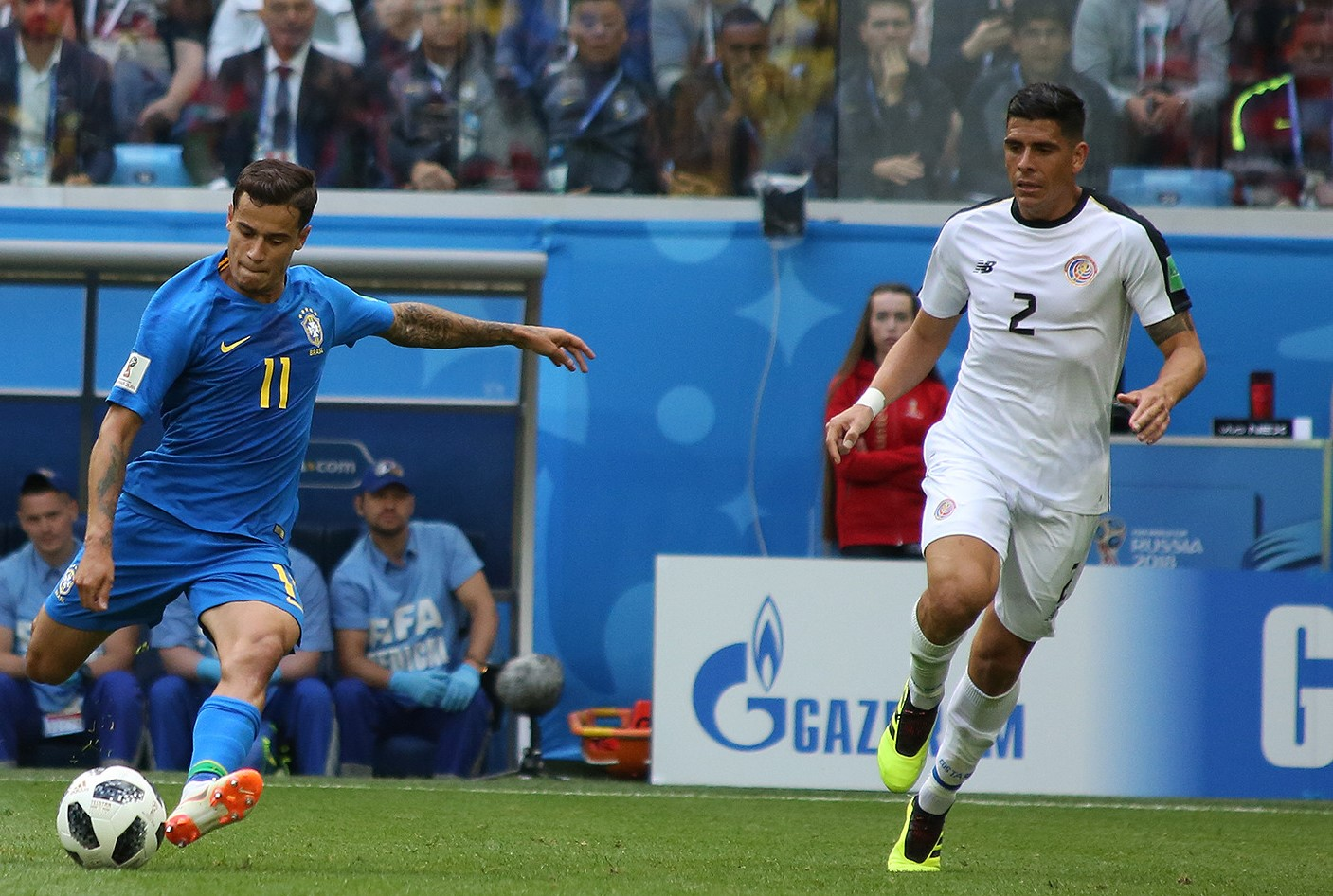
Коутиньо (слева) в матче с Коста-Рикой, 22 июня 2018 года

Коутиньо впервые вышел на поле в футболке сборной Бразилии 7 октября 2010 года, начав игру в товарищеском матче против сборной Ирана. Матч завершился со счётом 3:0 в пользу Бразилии, на момент этого поединка игроку было 18 лет. Он был исключён из окончательного состава команды на чемпионат мира 2014 года в Бразилии главный тренером Луисом Фелипе Сколари. 19 августа 2014 года Коутиньо был вызван новым тренером Бразилии Дунгой в национальную команду на товарищеские матчи против сборной Колумбии и Эквадора в сентябре, и сыграл последние 25 минут матча против Эквадора. 29 марта 2015 года он был выбран в стартовый состав на товарищеский матч Бразилии против сборной Чили (1:0) в Лондоне. 5 мая 2015 года Коутиньо был включён в состав сборной на Кубок Америки 2015 года, а 7 июня он забил свой дебютный гол на международной арене в товарищеском матче против сборной Мексики (2:0) на «Альянс Парк» .
В мае 2016 года Коутиньо был включён Дунгой в состав 23 человек на Кубок Америки 2016 года в США. 8 июня во втором групповом матче на стадионе «Кэмпинг Уорлд» он забил хет-трик в победе над сборной Гаити (7:1). Бразилия не прошла дальше группового этапа, проиграв сборной Перу (0:1). 28 марта 2017 года Коутиньо забил в победе над Парагваем (3:0), которая обеспечила сборной Бразилии квалификацию на ЧМ-2018 .
В мае 2018 года Коутиньо был включён в состав сборной на чемпионат мира 2018 года в России. 17 июня 2018 года он забил в своем дебютном матче на чемпионате мира фирменным ударом правой ногой из-за пределов штрафной площади в угол ворот в ничьей Бразилии со сборной Швейцарии (1:1) в матче открытия чемпионата мира. В следующем матче против сборной Коста-Рики 22 июня он забил первый гол в компенсированное время второго тайма и был назван лучшим игроком матча, так как сборная Бразилии выиграла 2:0. 6 июля он ассистировал гол Ренато Аугусто в четвертьфинальном поражении от сборной Бельгии (1:2), после чего Бразилия выбыла из турнира.
В мае 2019 года Коутиньо был включён в состав 23 человек на Кубок Америки 2019 года. Он получил свою 50-ю игровую форму за сборную Бразилии в матче открытия турнира 14 июня и дважды забил в ворота соперников в победе над сборной Боливии (3:0). Во втором матче против Венесуэлы (0:0) был опять признан лучшим игроком матча. Бразилия выиграла Кубок Америки, а Коутиньо провёл на турнире 6 матчей, забил 2 гола и отдал 1 результативную передачу.
7 апреля 2021 года Бразилия подтвердила, что Коутиньо пропустит Кубок Америки 2021 года из-за травмы колена, полученной в начале сезона.

## Стиль игры
Коутиньо считается архетипичным бразильским прогрессивным плеймейкером под номером 10, его используют как атакующего полузащитника, второго нападающего, центрального полузащитника в роли номера 8 или даже как широкого атакующего полузащитника на флангах, где он отлично справляется с передачами партнёрам по команде.
Благодаря его способности к дриблингу, темпу и ловкости его сравнивали с Лионелем Месси и Роналдиньо его бывший тренер «Эспаньола» Маурисио Почеттино, который также сказал: «Филипп… у него есть особая магия в ногах». Бывший бразильский нападающий Карека также сравнил Коутиньо с Зико из-за его креативности, а его товарищи по команде «Ливерпуль» высоко оценили его игру. Он широко считается одним из лучших в мире среди быстрых, умелых и универсальных атакующих полузащитников, наряду со звездой «Манчестер Сити» Кевином Де Брёйне, а затем его товарищем по команде Бернарду Силвой.
Благодаря элитному видению и умению пасовать бразилец получил от болельщиков «Ливерпуля» прозвище «Маленький волшебник», а его способности к скорочтению привели к тому, что болельщики его команды дали ему прозвище «Малыш». Хотя Коутиньо от природы правша, он способен играть обеими ногами и может особенно хорошо бить по мячу издалека. У него есть склонность забивать эффектные удары правой ногой из пределов штрафной площади, особенно после прохода с левого фланга и ввода мяча в верхний угол ворот, что заставило его бывшего тренера «Ливерпуля» Юргена Клоппа сравнить его с Алессандро Дель Пьеро. Он также очень точно исполняет штрафные удары.

## Статистика выступлений

### Клубная статистика
| Выступление      | Выступление      | Выступление      | Лига | Лига | Кубки | Кубки | Конт. | Конт. | Прочие | Прочие | Итого | Итого |
| Клуб             | Лига             | Сезон            | Игры | Голы | Игры  | Голы  | Игры  | Голы  | Игры   | Голы   | Игры  | Голы  |
| ---------------- | ---------------- | ---------------- | ---- | ---- | ----- | ----- | ----- | ----- | ------ | ------ | ----- | ----- |
| Васко да Гама    | Серия А          | 2009             | 12   | 0    | 0     | 0     | 0     | 0     | 0      | 0      | 12    | 0     |
| Васко да Гама    | Серия А          | 2010             | 7    | 1    | 7     | 1     | 0     | 0     | 17     | 3      | 31    | 5     |
| Васко да Гама    | Итого            | Итого            | 19   | 1    | 7     | 1     | 0     | 0     | 17     | 3      | 43    | 5     |
| Интернационале   | Серия А          | 2010/11          | 13   | 1    | 0     | 0     | 6     | 0     | 1      | 0      | 20    | 1     |
| Интернационале   | Серия А          | 2011/12          | 5    | 1    | 0     | 0     | 3     | 0     | —      | —      | 8     | 1     |
| Интернационале   | Серия А          | 2012/13          | 10   | 1    | 0     | 0     | 9     | 2     | —      | —      | 19    | 3     |
| Интернационале   | Итого            | Итого            | 28   | 3    | 0     | 0     | 18    | 2     | 1      | 0      | 47    | 5     |
| Эспаньол         | Примера          | 2011/12          | 16   | 5    | 0     | 0     | —     | —     | —      | —      | 16    | 5     |
| Эспаньол         | Итого            | Итого            | 16   | 5    | 0     | 0     | —     | —     | —      | —      | 16    | 5     |
| Ливерпуль        | Премьер-лига     | 2012/13          | 13   | 3    | 0     | 0     | 0     | 0     | —      | —      | 13    | 3     |
| Ливерпуль        | Премьер-лига     | 2013/14          | 33   | 5    | 4     | 0     | —     | —     | —      | —      | 37    | 5     |
| Ливерпуль        | Премьер-лига     | 2014/15          | 35   | 5    | 11    | 3     | 6     | 0     | —      | —      | 52    | 8     |
| Ливерпуль        | Премьер-лига     | 2015/16          | 26   | 8    | 4     | 2     | 13    | 2     | —      | —      | 43    | 12    |
| Ливерпуль        | Премьер-лига     | 2016/17          | 31   | 13   | 5     | 1     | —     | —     | —      | —      | 36    | 14    |
| Ливерпуль        | Премьер-лига     | 2017/18          | 14   | 7    | 1     | 0     | 5     | 5     | —      | —      | 20    | 12    |
| Ливерпуль        | Итого            | Итого            | 152  | 41   | 25    | 6     | 24    | 7     | —      | —      | 201   | 54    |
| Барселона        | Примера          | 2017/18          | 18   | 8    | 4     | 2     | —     | —     | —      | —      | 22    | 10    |
| Барселона        | Примера          | 2018/19          | 34   | 5    | 7     | 3     | 12    | 3     | 1      | 0      | 54    | 11    |
| Барселона        | Примера          | 2020/21          | 12   | 2    | 0     | 0     | 2     | 1     | —      | —      | 14    | 3     |
| Барселона        | Примера          | 2021/22          | 12   | 2    | 0     | 0     | 4     | 0     | —      | —      | 16    | 2     |
| Барселона        | Итого            | Итого            | 76   | 17   | 11    | 5     | 18    | 4     | 1      | 0      | 106   | 26    |
| Бавария          | Бундеслига       | 2019/20          | 23   | 8    | 4     | 0     | 11    | 3     | —      | —      | 38    | 11    |
| Бавария          | Итого            | Итого            | 23   | 8    | 4     | 0     | 11    | 3     | —      | —      | 38    | 11    |
| Астон Вилла      | Премьер-лига     | 2021/22          | 19   | 5    | 0     | 0     | 0     | 0     | —      | —      | 19    | 5     |
| Астон Вилла      | Премьер-лига     | 2022/23          | 20   | 1    | 2     | 0     | 0     | 0     | —      | —      | 22    | 1     |
| Астон Вилла      | Премьер-лига     | 2023/24          | 2    | 0    | 0     | 0     | 0     | 0     | —      | —      | 2     | 0     |
| Астон Вилла      | Итого            | Итого            | 41   | 6    | 2     | 0     | 0     | 0     | —      | —      | 43    | 6     |
| Аль-Духаиль      | Лига Звёзд       | 2023/24          | 9    | 2    | 0     | 0     | 3     | 2     | —      | —      | 12    | 4     |
| Аль-Духаиль      | Итого            | Итого            | 9    | 2    | 0     | 0     | 3     | 2     | —      | —      | 12    | 4     |
| Всего за карьеру | Всего за карьеру | Всего за карьеру | 364  | 83   | 49    | 12    | 74    | 18    | 19     | 3      | 506   | 116   |

1. ↑  Кубок Бразилии, Кубок Англии, Кубок Футбольной лиги, Кубок Испании.
2. ↑  Континентальные кубки: Лига чемпионов УЕФА, Лига Европы УЕФА; Лига чемпионов АФК.
3. ↑  Лига Кариока, Суперкубок УЕФА, Суперкубок Испании.

### Выступления за сборную
| Сборная          | Год              | Отборочные матчи ЧМ | Отборочные матчи ЧМ | Финальные матчи ЧМ | Финальные матчи ЧМ | Кубок Америки | Кубок Америки | Товарищеские матчи | Товарищеские матчи | Итого | Итого |
| Сборная          | Год              | Игры                | Голы                | Игры               | Голы               | Игры          | Голы          | Игры               | Голы               | Игры  | Голы  |
| ---------------- | ---------------- | ------------------- | ------------------- | ------------------ | ------------------ | ------------- | ------------- | ------------------ | ------------------ | ----- | ----- |
| Бразилия         | 2010             | -                   | -                   | -                  | -                  | -             | -             | 1                  | 0                  | 1     | 0     |
| Бразилия         | 2014             | -                   | -                   | -                  | -                  | -             | -             | 4                  | 0                  | 4     | 0     |
| Бразилия         | 2015             | -                   | -                   | -                  | -                  | 3             | 0             | 4                  | 1                  | 7     | 1     |
| Бразилия         | 2016             | 6                   | 2                   | -                  | -                  | 3             | 3             | 2                  | 0                  | 11    | 5     |
| Бразилия         | 2017             | 5                   | 2                   | -                  | -                  | -             | -             | 4                  | 0                  | 9     | 2     |
| Бразилия         | 2018             | -                   | -                   | 5                  | 2                  | -             | -             | 8                  | 3                  | 13    | 5     |
| Бразилия         | 2019             | -                   | -                   | -                  | -                  | 6             | 2             | 4                  | 1                  | 10    | 3     |
| Всего за карьеру | Всего за карьеру | 11                  | 4                   | 5                  | 2                  | 12            | 5             | 27                 | 5                  | 55    | 16    |

### Матчи и голы за сборную
| Матчи и голы Коутиньо за сборную Бразилии | Матчи и голы Коутиньо за сборную Бразилии | Матчи и голы Коутиньо за сборную Бразилии | Матчи и голы Коутиньо за сборную Бразилии | Матчи и голы Коутиньо за сборную Бразилии | Матчи и голы Коутиньо за сборную Бразилии | Матчи и голы Коутиньо за сборную Бразилии |
| №                                         | Дата                                      | Место проведения                          | Оппонент                                  | Счёт                                      | Голы                                      | Соревнование                              |
| ----------------------------------------- | ----------------------------------------- | ----------------------------------------- | ----------------------------------------- | ----------------------------------------- | ----------------------------------------- | ----------------------------------------- |
| 1                                         | 7 октября 2010                            | Абу-Даби                                  | Иран                                      | 3:0                                       | -                                         | Товарищеский матч                         |
| 2                                         | 6 сентября 2014                           | Майами                                    | Колумбия                                  | 1:0                                       | -                                         | Товарищеский матч                         |
| 3                                         | 10 сентября 2014                          | Ист-Ратерфорд                             | Эквадор                                   | 1:0                                       | -                                         | Товарищеский матч                         |
| 4                                         | 14 октября 2014                           | Сингапур                                  | Япония                                    | 4:0                                       | -                                         | Товарищеский матч                         |
| 5                                         | 12 ноября 2014                            | Стамбул                                   | Турции                                    | 4:0                                       | -                                         | Товарищеский матч                         |
| 6                                         | 29 марта 2015                             | Лондон                                    | Чили                                      | 1:0                                       | -                                         | Товарищеский матч                         |
| 7                                         | 7 июня 2015                               | Сан-Паулу                                 | Мексика                                   | 2:0                                       | 1                                         | Товарищеский матч                         |
| 8                                         | 11 июля 2015                              | Порту-Алегри                              | Гондурас                                  | 1:0                                       | -                                         | Товарищеский матч                         |
| 9                                         | 18 июня 2015                              | Сантьяго                                  | Колумбии                                  | 0:1                                       | -                                         | Кубок Америки 2015                        |
| 10                                        | 22 июня 2015                              | Сантьяго                                  | Венесуэла                                 | 2:1                                       | -                                         | Кубок Америки 2015                        |
| 11                                        | 28 июня 2015                              | Консепсьон                                | Парагвай                                  | 1:1(п. 3:4)                               | -                                         | Кубок Америки 2015                        |
| 12                                        | 5 сентября 2015                           | Гаррисон                                  | Коста-Рика                                | 1:0                                       | -                                         | Товарищеский матч                         |
| 13                                        | 26 марта 2016                             | Ресифи                                    | Уругвай                                   | 2:2                                       | -                                         | Товарищеский матч                         |
| 14                                        | 30 мая 2016                               | Денвер                                    | Панама                                    | 2:0                                       | -                                         | Товарищеский матч                         |
| 15                                        | 5 июня 2016                               | Пасадина                                  | Эквадор                                   | 0:0                                       | -                                         | Кубок Америки 2016                        |
| 16                                        | 9 июня 2016                               | Орландо                                   | Гаити                                     | 7:1                                       | 3                                         | Кубок Америки 2016                        |
| 17                                        | 13 июня 2016                              | Фоксборо                                  | Перу                                      | 0:1                                       | -                                         | Кубок Америки 2016                        |
| 18                                        | 2 сентября 2016                           | Кито                                      | Эквадор                                   | 3:0                                       | -                                         | Отборочные матчи ЧМ-2018                  |
| 19                                        | 7 сентября 2016                           | Манаус                                    | Колумбия                                  | 2:1                                       | -                                         | Отборочные матчи ЧМ-2018                  |
| 20                                        | 7 октября 2016                            | Натал                                     | Боливия                                   | 5:0                                       | 1                                         | Отборочные матчи ЧМ-2018                  |
| 21                                        | 12 октября 2016                           | Мерида                                    | Венесуэла                                 | 2:0                                       | -                                         | Отборочные матчи ЧМ-2018                  |
| 22                                        | 11 ноября 2016                            | Белу-Оризонти                             | Аргентина                                 | 3:0                                       | 1                                         | Отборочные матчи ЧМ-2018                  |
| 23                                        | 16 ноября 2016                            | Лима                                      | Перу                                      | 2:0                                       | -                                         | Отборочные матчи ЧМ-2018                  |
| 24                                        | 24 марта 2017                             | Монтевидео                                | Уругвай                                   | 4:1                                       | -                                         | Отборочные матчи ЧМ-2018                  |
| 25                                        | 29 марта 2017                             | Сан-Паулу                                 | Парагвай                                  | 3:0                                       | 1                                         | Отборочные матчи ЧМ-2018                  |
| 26                                        | 9 июня 2017                               | Мельбурн                                  | Аргентина                                 | 0:1                                       | -                                         | Товарищеский матч                         |
| 27                                        | 13 июня 2017                              | Мельбурн                                  | Австралия                                 | 4:0                                       | -                                         | Товарищеский матч                         |
| 28                                        | 01 сентября 2017                          | Порту-Алегри                              | Эквадор                                   | 2:0                                       | 1                                         | Отборочные матчи ЧМ-2018                  |
| 29                                        | 05 сентября 2017                          | Барранкилья                               | Колумбия                                  | 1:1                                       | -                                         | Отборочные матчи ЧМ-2018                  |
| 30                                        | 05 октября 2017                           | Ла-Пас                                    | Боливия                                   | 0:0                                       | -                                         | Отборочные матчи ЧМ-2018                  |
| 31                                        | 11 октября 2017                           | Сан-Паулу                                 | Чили                                      | 3:0                                       | -                                         | Товарищеский матч                         |
| 32                                        | 14 ноября 2017                            | Лондон                                    | Англия                                    | 0:0                                       | -                                         | Товарищеский матч                         |
| 33                                        | 23 марта 2018                             | Москва                                    | Россия                                    | 3:0                                       | 1                                         | Товарищеский матч                         |
| 34                                        | 27 марта 2018                             | Берлин                                    | Германия                                  | 1:0                                       | -                                         | Товарищеский матч                         |
| 35                                        | 3 июня 2018                               | Ливерпуль                                 | Хорватия                                  | 2:0                                       | -                                         | Товарищеский матч                         |
| 36                                        | 10 июня 2018                              | Вена                                      | Австрия                                   | 3:0                                       | 1                                         | Товарищеский матч                         |
| 37                                        | 17 июня 2018                              | Ростов-на-Дону                            | Швейцария                                 | 1:1                                       | 1                                         | Финальные матчи ЧМ-2018                   |
| 38                                        | 22 июня 2018                              | Санкт-Петербург                           | Коста-Рика                                | 2:0                                       | 1                                         | Финальные матчи ЧМ-2018                   |
| 39                                        | 27 июня 2018                              | Москва                                    | Сербия                                    | 2:0                                       | -                                         | Финальные матчи ЧМ-2018                   |
| 40                                        | 2 июля 2018                               | Самара                                    | Мексика                                   | 2:0                                       | -                                         | Финальные матчи ЧМ-2018                   |
| 41                                        | 6 июля 2018                               | Казань                                    | Бельгия                                   | 1:2                                       | -                                         | Финальные матчи ЧМ-2018                   |
| 42                                        | 8 сентября 2018                           | Ист-Ратерфорд                             | США                                       | 2:0                                       | -                                         | Товарищеский матч                         |
| 43                                        | 11 сентября 2018                          | Лэндовер                                  | Сальвадор                                 | 5:0                                       | 1                                         | Товарищеский матч                         |
| 44                                        | 12 октября 2018                           | Эр-Рияд                                   | Саудовская Аравия                         | 2:0                                       | -                                         | Товарищеский матч                         |
| 45                                        | 16 октября 2018                           | Джидда                                    | Аргентина                                 | 1:0                                       | -                                         | Товарищеский матч                         |
| 46                                        | 23 марта 2019                             | Порту                                     | Панама                                    | 1:1                                       | -                                         | Товарищеский матч                         |
| 47                                        | 26 марта 2019                             | Прага                                     | Чехия                                     | 3:1                                       | -                                         | Товарищеский матч                         |
| 48                                        | 6 июня 2019                               | Бразилиа                                  | Катар                                     | 2:0                                       | -                                         | Товарищеский матч                         |
| 49                                        | 9 июня 2019                               | Порту-Алегри                              | Гондурас                                  | 7:0                                       | 1                                         | Товарищеский матч                         |
| 50                                        | 15 июня 2019                              | Сан-Паулу                                 | Боливия                                   | 3:0                                       | 2                                         | Кубок Америки 2019                        |
| 51                                        | 19 июня 2019                              | Салвадор                                  | Венесуэла                                 | 0:0                                       | -                                         | Кубок Америки 2019                        |
| 52                                        | 22 июня 2019                              | Сан-Паулу                                 | Перу                                      | 5:0                                       | -                                         | Кубок Америки 2019                        |
| 53                                        | 28 июня 2019                              | Порту-Алегри                              | Парагвай                                  | 0:0(п. 4:3)                               | -                                         | Кубок Америки 2019                        |
| 54                                        | 2 июля 2019                               | Минейран                                  | Аргентина                                 | 2:0                                       | -                                         | Кубок Америки 2019                        |
| 55                                        | 7 июля 2019                               | Рио-де-Жанейро                            | Перу                                      | 3:1                                       | -                                         | Кубок Америки 2019                        |

## Достижения

### Командные достижения
«Васко да Гама»
- Чемпион Бразилии в Серии B: 2009

«Интернационале»
- Обладатель Кубка Италии: 2010/11
- Обладатель Суперкубка Италии: 2010

«Барселона»
- Чемпион Испании (2): 2017/18, 2018/19
- Обладатель Кубка Испании (2): 2017/18, 2020/21
- Обладатель Суперкубка Испании: 2018

«Бавария»
- Чемпион Германии: 2019/20
- Обладатель Кубка Германии: 2019/20
- Победитель Лиги чемпионов : 2019/20

Сборная Бразилии
- Обладатель Кубка Америки: 2019

### Личные достижения
- Команда года по версии ПФА: 2014/15
- Обладатель премии «Золотая самба»: 2016
- Вошёл в состав символической сборной года Лиги Европы УЕФА: 2015/16[151]
- Вошёл в состав символической сборной чемпионата мира: 2018

## Личная жизнь
Когда в 18 лет Коутиньо переехал в Италию, чтобы присоединиться к миланскому «Интеру», к нему присоединились его родители и тогдашняя девушка Айне, с которой он впервые встретился на вечеринке у друзей. После перехода в «Эспаньол» его родители вернулись в Бразилию. 13 декабря 2012 году женился на своей девушке Айне. У пары трое детей — дочери Мария (род. 21 декабря 2015) и Эсмеральда (род. 28 декабря 2018) и сын Хосе (род. 9 декабря 2020). У него есть татуировки, простирающиеся от пальцев до бицепса, которые посвящены его родителям, двум братьям и его жене.
Коутиньо — набожный христианин.
Ранним утром 20 февраля 2018 года Коутиньо ужинал со своей семьей накануне вечером и, вернувшись в свой дом в Барселоне, обнаружил, что его дом ограблен. Сообщалось, что в его доме велись строительные работы, что облегчило взломщикам задачу.
В августе 2018 года Коутиньо получил португальский паспорт через свою жену, в результате чего он перестал быть игроком, не входящим в ЕС.

### Спонсорство
Коутиньо спонсируется компанией Nike, производящей спортивную одежду. Он носит бутсы Nike Phantom Vision. Коутиньо появился на обложке игры Pro Evolution Soccer 2019.